# Tàu con thoi Atlantis
Tàu con thoi Atlantis (số hiệu trạm quỹ đạo: OV-104) là tàu con thoi đã ngừng hoạt động, nằm trong Chương trình tàu con thoi của NASA, cơ quan không gian của Hoa Kỳ. Atlantis là tàu con thoi thứ tư được đóng. Atlantis được đặt tên theo một tàu 2 buồm hoạt động từ 1930 đến 1966 của Viện Hải dương học Woods Hole.

## Các chuyến bay

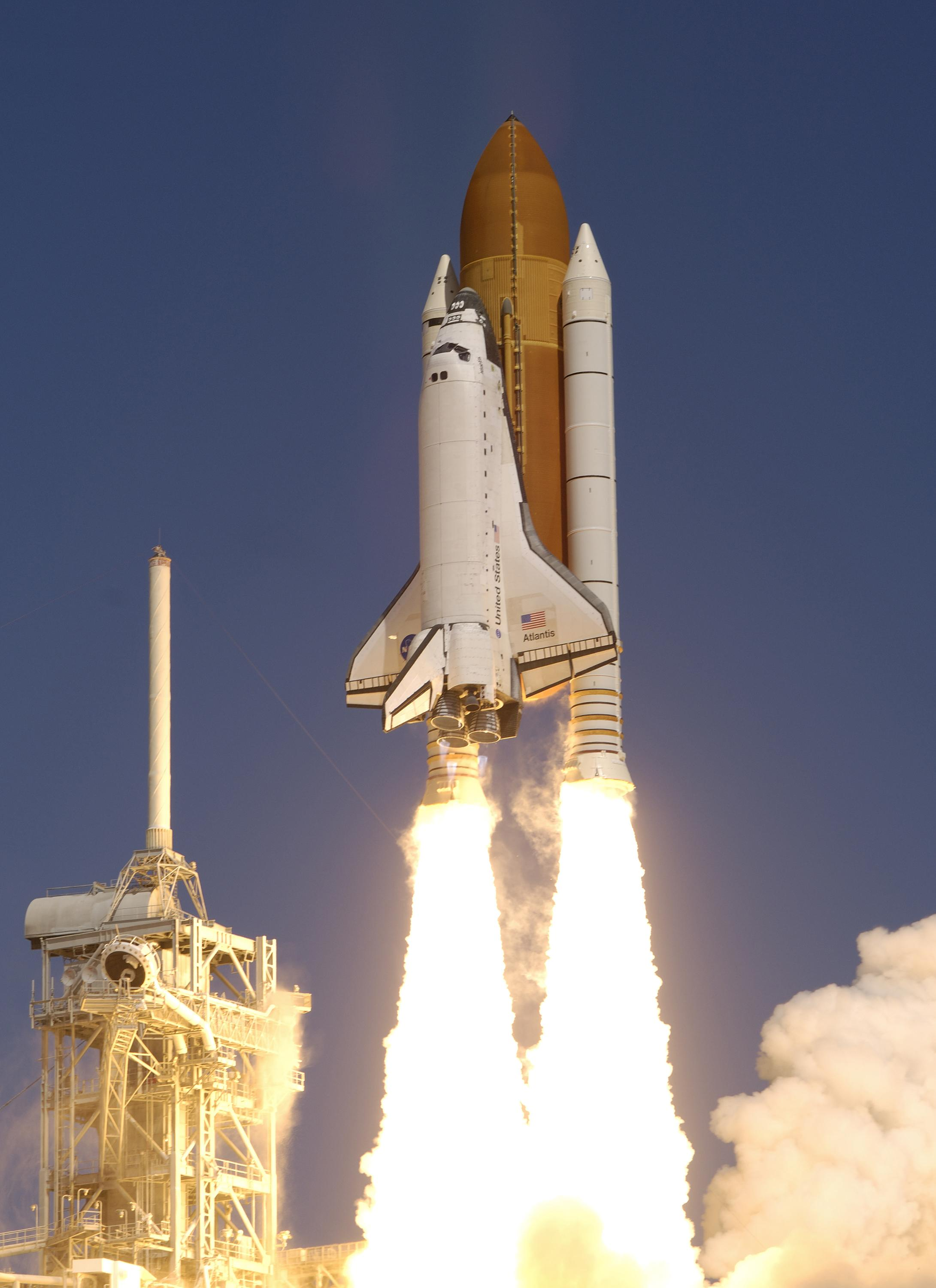
Tàu con thoi Atlantis tại bệ phóng của phi vụ STS-115

Atlantis đã hoàn thành 29 chuyến bay, trải qua 220.40-ngày trong không gian, hoàn thành 3,468 vòng quanh quỹ đạo, và bay tổng cộng 89908732 dặm, vào tháng 9 năm 2006. Trong tất cả năm tàu con thoi đã bay vào quỹ đạo, Atlantis đã bay hai chuyến liên tiếp gần nhau nhất vào tháng 11 năm 1985, chỉ 50 ngày sau chuyến bay trước đó.
| #  | Ngày phóng       | Phi vụ   | Ghi chú |
| -- | ---------------- | -------- | --- |
| 1  | 1985 3 tháng 10  | STS-51-J | Chuyến bay đầu tiên của Atlantis, lắp đặt hai vệ tinh quốc phòng lên quỹ đạo                                   |
| 2  | 1985 26 tháng 11 | STS-61-B | Phóng vào quỹ đạo 3 vệ tinh truyền thông: MORELOS-B, AUSSAT-2 and SATCOM KU-2.                                 |
| 3  | 1988 2 tháng 12  | STS-27   | Phóng vệ tinh Lacrosse 1 lên quỹ đạo, phục vụ cho Văn phòng Do thám Quốc gia Mỹ và Cục tình báo Trung ương Mỹ. |
| 4  | 1989 4 tháng 5   | STS-30   | Phóng vào không gian vệ tinh thăm dò Mallegan phục vụ nghiên cứu Sao Kim.                                      |
| 5  | 1989 18 tháng 10 | STS-34   | Phóng vệ tinh thăm dò Galileo.                                                                                 |
| 6  | 1990 February 28 | STS-36   | Phóng vào quỹ đạo Trái Đất vệ tinh do thám Misty.                                                              |
| 7  | 1990 15 tháng 11 | STS-38   | |
| 8  | 1991 April 5     | STS-37   | |
| 9  | 1991 2 tháng 8   | STS-43   | |
| 10 | 1991 24 tháng 11 | STS-44   | |
| 11 | 1992 March 24    | STS-45   | |
| 12 | 1992 31 tháng 7  | STS-46   | |
| 13 | 1994 3 tháng 11  | STS-66   | |
| 14 | 1995 29 tháng 6  | STS-71   | |
| 15 | 1995 12 tháng 11 | STS-74   | |
| 16 | 1996 March 22    | STS-76   | |
| 17 | 1996 16 tháng 9  | STS-79   | |
| 18 | 1997 12 tháng 1  | STS-81   | |
| 19 | 1997 15 tháng 5  | STS-84   | |
| 20 | 1997 25 tháng 9  | STS-86   | |
| 21 | 2000 19 tháng 5  | STS-101  | |
| 22 | 2000 8 tháng 9   | STS-106  | |
| 23 | 2001 7 tháng 2   | STS-98   | |
| 24 | 2001 12 tháng 7  | STS-104  | |
| 25 | 2002 April 8     | STS-110  | |
| 26 | 2002 7 tháng 10  | STS-112  | |
| 27 | 2006 9 tháng 9   | STS-115  | |
| 28 | 2007 8 tháng 6   | STS-117  | |
| 29 | 2008 February 7  | STS-122  | |
| 30 | 2009 11 tháng 5  | STS-125  | |

 + Ngày đã chỉ định

 * Không sớm hơn (Tentative)

 ** Được xác định